# Terminierhaus Kirchstraße 2 (Schönebeck)

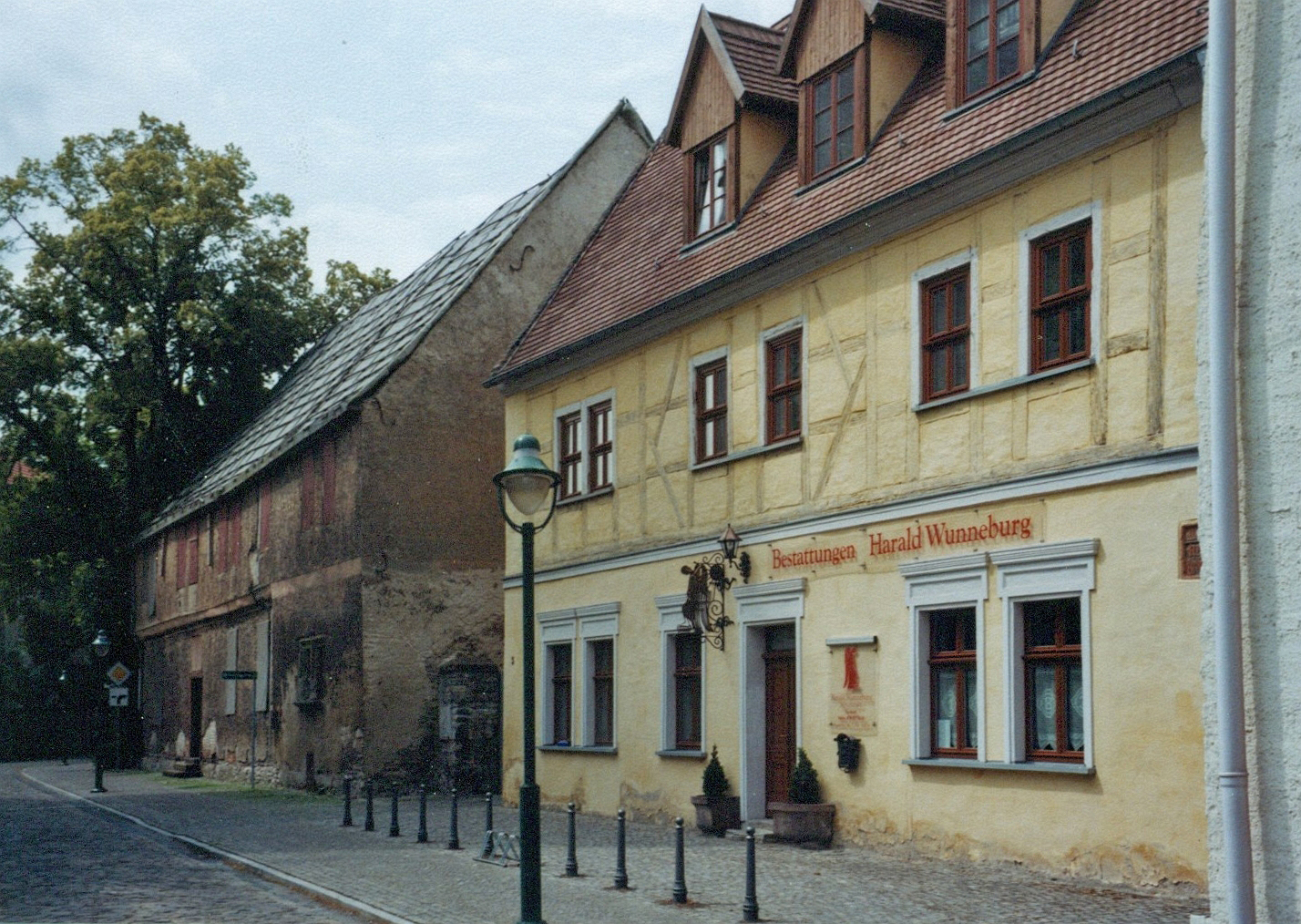
Die Terminierhäuser 2 und 3 im Jahr 2008

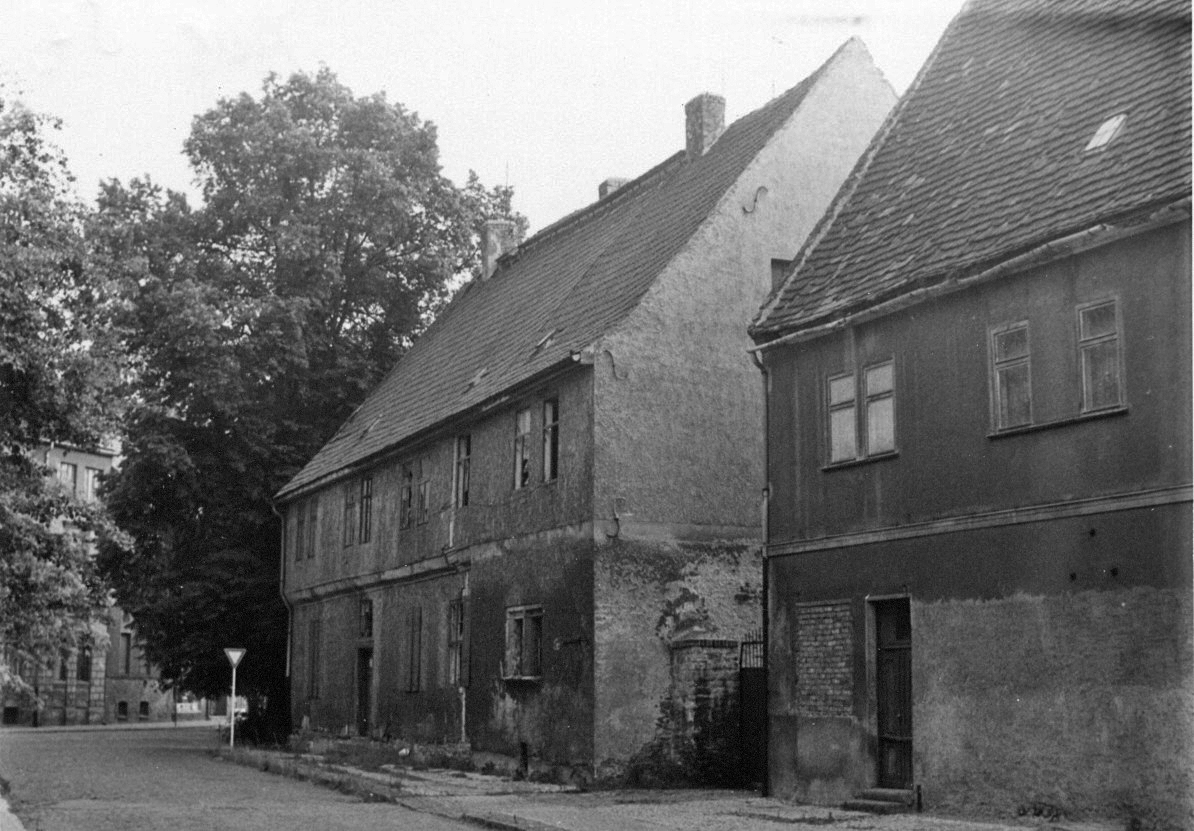
1987 waren beide Gebäude in einem schlechten Zustand

Das Terminierhaus Kirchstraße 2 war ein fast 800 Jahre altes Gebäude im Schönebecker Ortsteil Bad Salzelmen in Sachsen-Anhalt.
Das zweigeschossige Haus war ursprünglich ein im 13. Jahrhundert erbautes Terminierhaus (Absteigequartier für Predigt- und Bettelreisen) der Dominikaner-Bettelmönche. Im nördlichen Teil des Gebäudes befand sich eine im Jahre 1469 eingebaute Kapelle, in der 1536/1537 während des Einbaus der Stern- und Netzgewölbe in der gegenüberliegenden St.-Johannis-Kirche Gottesdienste der Gemeinde Groß Salze stattfanden.
.
Der Salzer Rat erwarb 1522 das Terminierhaus für 50 Gulden und stellte es einem Syndikus zur Verfügung. In den folgenden Jahrhunderten wurde das Gebäude noch als Wohnhaus genutzt. Auf dem Grundstück wurden während des Zweiten Weltkrieges jüdische Bürger Schönebecks in einer Art Ghetto interniert, soweit sie nicht in Konzentrationslager verschleppt wurden.
Zuletzt unbewohnt und ungenutzt, stellte ein Statiker im Juli 2010 fest, dass Einsturzgefahr besteht. Das einstige Terminierhaus sicherte man daraufhin durch Absperrmaßnahmen ab. Ohne eine Veranlassung für eine Dokumentation wurde das denkmalgeschützte Gebäude im August 2010 abgerissen. Seit Dezember 2011 befindet sich das Grundstück in Privatbesitz und wurde mit einem Zweifamilienhaus bebaut. Der zuletzt noch bestehende Kriechkeller des ehemaligen Terminierhauses musste auf Grund der Baumaßnahme verfüllt werden. Einige Grundmauern sind heute fragmentarisch noch erhalten.

## Besonderheit
In keiner deutschen Stadt standen eng aneinander zwei Terminierhäuser unterschiedlicher Mönchsorden aus dem Mittelalter, denn auf dem Nachbargrundstück in der Kirchstraße 3, steht heute noch ein saniertes und restauriertes Terminierhaus der Augustiner-Bettelmönche.

## Ausgewählte Literatur
- Kreismuseum Schönebeck (Hrsg.): Baudenkmale im Kreis Schönebeck. Magdeburg: Druckerei Volksstimme Magdeburg, 1988
- Schulz, Jürgen, Ein fast 800-jähriges Baudenkmal abgerissen, in: „Schönebecker Volksstimme“ vom 9. September 2010.
- Wrüske, Daniel, Steinerne Nachbarn mit zwei Schicksalen, in: „Schönebecker Volksstimme“ vom 18. Mai 2012.
- Radunsky, Kathleen, Keller des einstigen Terminierhauses bringt den Ärger mit Denkmalschutz zum Kochen, in: „Schönebecker Volksstimme“ vom 29. August 2012.

Koordinaten: 52° 0′ 13,5″ N, 11° 43′ 18,1″ O